# Elaeocarpus mindanaensis
Elaeocarpus mindanaensis är en tvåhjärtbladig växtart som beskrevs av Merrill. Elaeocarpus mindanaensis ingår i släktet Elaeocarpus och familjen Elaeocarpaceae. Inga underarter finns listade i Catalogue of Life.